# Han Drijver
Johan ("Han") Frederik Drijver (Eindhoven, Nizozemska, 11. ožujka 1927. – Vlaardingen, Nizozemska, 10. listopada 1986.) je bivši nizozemski hokejaš na travi. 
Osvojio je brončano odličje na hokejaškom turniru na Olimpijskim igrama 1948. u Londonu igrajući za Nizozemsku. Odigrao je svih sedam susreta kao obrambeni igrač.
Osvojio je srebrno odličje na hokejaškom turniru na Olimpijskim igrama 1952. u Helsinkiju igrajući za Nizozemsku. Na turniru je odigrao sva tri susreta na mjestu braniča.

## Vanjske poveznice
- Nizozemski olimpijski odbor
- Profil na DatabaseOlympics